# 로드 브랭다무르
로데리크 장 "로드" 브랭다무르(프랑스어: Roderic Jean "Rod" Brind'Amour, 1970년 8월 9일~)는 캐나다의 아이스하키 선수, 지도자이다. 선수 시절 포지션은 수비수로 내셔널 하키 리그(NHL)의 세인트루이스 블루스, 필라델피아 플라이어스, 캐롤라이나 허리케인스에서 뛰면서 정규 경기 1643경기 출전했다. NHL에서 가장 뛰어난 공격형 수비수에게 주는 프랭크 J. 셀키 트로피를 2번 받았으며, 2006년에는 캐롤라이나 허리케인스 소속으로 스탠리 컵 우승을 차지했다. 캐나다 국가대표팀의 일원으로 활동했으며, 1998년 동계 올림픽에 참가했고, 세계 선수권 대회에 3번 참가하여 1번 우승했다.
은퇴 후에는 마지막 소속팀인 캐롤라이나 허리케인스의 코치를 맡았고, 2018년에 해당 팀의 감독으로 취임하여 현재까지 재임 중이다. 2021년에는 NHL 최고의 감독상인 잭 애덤스 상을 받았다.